# هدى المفتي
هدى المفتي (مواليد 6 ديسمبر 1994م)، ممثلة و عارضة أزياء مصرية.

## حياتها
تخرجت من كلية الآداب قسم الدراما والنقد المسرحي وبدأت حياتها العملية في سن السابعة عشر من خلال الظهور في عدد من الإعلانات التجارية ثم اتجهت للتمثيل من خلال المشاركة في مسلسل هذا المساء عام 2017 وساهم نجاحها في دور نادين بالمسلسل في لفت الأنظار إليها لتتوالى الأدوار الدرامية والسينمائية، في 2018 شاركت في بطولة مسلسل كإنه امبارح بدور لينا الذي ترك انطباعا جيدًا عنها وشاركت في مسلسل لدينا أقوال أخرى وفي 2019 شاركت في الموسم الثالث من مسلسل نصيبي وقسمتك 3.
شهد عام 2020 انطلاقتها السينمائية حيث كانت أول مشاركة سينمائية لها في فيلم رأس السنة وقدمت فيه شخصية سيرين وفيلم بنات ثانوي الذي تناول قصة 5 فتيات في الثانوية العام حيث أدت دور فتاة مدللة تدفع والدها للعمل بشكل جنوني لتوفير احتياجاتها.
أحدث أعمال هدى هو مسلسل فلانتينو مع الفنان عادل إمام المعروض في موسم رمضان 2020، بينما تنتظر عرض الفيلم الكوميدي الفانتازي ديدو خلال العام الحالي، وكذلك فيلم كيرة والجن الذي يجمع فريق العمل بقيادة المخرج مروان حامد وبطولة كريم عبد العزيز، أحمد عز، هند صبري، وأحمد مالك.

## أعمالها

### الأفلام
| السنة | الفيلم     | الدور     |
| ----- | ---------- | --------- |
| 2020  | بنات ثانوي | رضوى يسري |
| 2020  | رأس السنة  | سيرين     |
| 2021  | ديدو       | نعومي     |
| 2021  | فرق خبرة   | سلمى      |
| 2022  | كيرة والجن | نرجس      |
| 2022  | عمهم       | غالية     |
| 2022  | بحبك       | ياسمين    |
| 2022  | حظك اليوم  | ليلى فهمي |
| 2023  | شماريخ     | شروق      |

### المسلسلات
| السنة | العنوان          | الدور           |
| ----- | ---------------- | --------------- |
| 2017  | هذا المساء       | نادين           |
| 2018  | كأنه إمبارح      | لينا            |
| 2018  | لدينا أقوال أخرى | هنا             |
| 2019  | نصيبي وقسمتك 3   | خديجة "ديچا"    |
| 2020  | فلانتينو         | نبوية - نانا    |
| 2020  | نمرة اتنين       |                 |
| 2020  | ما وراء الطبيعة  | المريضة النفسية |
| 2021  | بيمبو            | لانا            |
| 2022  | سوتس بالعربي     | مي              |
| 2022  | تحقيق            | غادة            |
| 2023  | الصندوق          | نور             |
| 2024  | مفترق طرق        | ولاء            |
| 2024  | مطعم الحبايب     | وديدة           |
| 2025  | 80 باكو          | بوسي            |

## وصلات خارجية
- هدى المفتي على موقع IMDb (الإنجليزية)
- هدى المفتي على موقع الدهليز
- هدى المفتي على موقع قاعدة بيانات الأفلام العربية
- هدى المفتي على موقع قاعدة بيانات الفيلم (الإنجليزية)
- حوار صحفي مع صحيفة الأهرام المصرية
- حوار صحفي مع موقع قناة العربية